# Prensa Gráfica
Prensa Gráfica va ser una important empresa editorial espanyola que va existir durant el primer terç del segle xx.

## Història
L'empresa va ser fundada en 1913 per Mariano Zavala i Francisco Verdugo Landi, editors de la revista Mundo Gráfico Prensa Gráfica va sorgir a partir de la unió de diverses revistes il·lustrades —Nuevo Mundo, Por esos Mundos i Mundo Gráfico— com a competència al grup Prensa Española i especialment la seva publicació estrela, Blanco y Negro. Poc després, en 1914 l'empresa es va reconstituir amb l'aportació de capital per part de l'empresari basc Nicolás María de Urgoiti i a partir de llavors acabaria quedant vinculada a l'empresa Papelera Española de Urgoiti. Prensa Gráfica acabaria arribant a acaparar el mercat de les publicacions il·lustrades.
Al llarg de la seva història l'empresa editora va ser propietària d'importants publicacions il·lustrades com a Mundo Gráfico, Nuevo Mundo, La Esfera o Elegancia. La Esfera va ser fins a 1931 la publicació capçalera de Prensa Gráfica. En 1929 l'editorial va treure una nova revista il·lustrada, Crónica, com a resposta a una reeixida publicació rival, Estampa, dirigida per Luis Montiel Balanzat. Crónica va arribar a aconseguir un gran èxit durant el període de la Segona República. Prensa Gráfica també va publicar una col·lecció literària de caràcter polític, La Novela Política, i una sèrie de novel·les de butxaca, La Novela Semanal, amb gran difusió entre el públic.
Després del començament de la Guerra civil, les propietats de Prensa Gráfica van quedar en zona republicana. A mesura que va avançar la contesa les seves publicacions es van veure afectades per l'escassetat de paper i altres materials. En aquest context, les revistes Crónica i Mundo Gráfico van deixar de publicar-se en 1938. En 1939, després de l'entrada a Madrid de les tropes franquistes i el final de la guerra, els béns i capçaleres de Prensa Gráfica van ser confiscats per FET i de les JONS.